# Newcastle Art Gallery
La Newcastle Art Gallery (anciennement Newcastle City Art Gallery) est un musée d'art public situé à Newcastle (Australie).
Fondé en 1945 à partir d'une collection d'art donnée par Roland Pope (en), le musée ouvre ses portes en 1957 et déménage dans un nouveau bâtiment de musée spécialement conçu en 1977.